# 建設技術研究所 (企業)
株式会社建設技術研究所（けんせつぎじゅつけんきゅうしょ、英: CTI Engineering Co.,Ltd.）は、 東京都中央区日本橋浜町に本社を置く総合建設コンサルタント会社である。日本工営、パシフィックコンサルタンツなどとともに建設コンサルタント大手の一つ。みどり会の会員企業であり三和グループに属している。

## 概要と沿革
1945年に発足した財団法人建設技術研究所の調査・設計部門が、1963年に独立し発足した。日本で初となる建設コンサルタントといわれている。主力部門は、河川、水工部門（ダム、砂防）、道路部門、環境・情報部門の調査・設計・監理業務を得意としており、近年は、CM（Construction Management）やPFIなどの新規発注事業に関する建設マネジメント事業の技術提案や国土文化研究（シンクタンク事業）にも力を注いでいる。
- 1963年4月 - 東京都中央区銀座西（現銀座三丁目）に建設技研株式会社として設立。
- 1964年2月 - 商号を株式会社建設技術研究所に変更。
- 1964年12月 - 建設省（現・国土交通省）に建設コンサルタント登録（建26-133号）される。
- 1969年4月 - 本社を東京都中央区日本橋小網町に移転。
- 1973年9月 - 本社を東京都中央区日本橋本町に移転。
- 1994年6月 - 日本証券業協会に株式を店頭登録。
- 1996年10月 - 東京証券取引所市場第二部に株式を上場。
- 1999年6月 - 東京証券取引所市場第一部に株式を上場。
- 2005年5月 - 本社を東京都中央区日本橋浜町に移転[3]。

## 事業所
- 本社、東京本社、大阪本社
- 北海道支社、東北支社、北陸支社、中部支社、中国支社、四国支社、九州支社、沖縄支社
- さいたまオフィス（東京本社）、研究センターつくば（東京本社）
- 39営業事務所、3復興推進事務所
- 中国広州事務所

## 登録資格
- 建設コンサルタント登録
- 地質調査業者登録
- 補償コンサルタント登録
- 測量業者登録
- 一級建築士事務所登録 東京都知事登録
- 一級建築士事務所登録 大阪府
- 計量証明事業登録（音圧レベル）埼玉県
- 計量証明事業登録（濃度）千葉県
- 計量証明事業登録（振動加速度レベル）埼玉県
- 土壌汚染対策法第3条第1項に基づく指定調査機関
- 特定労働者派遣事業

## グループ会社
- 株式会社建設技研インターナショナル
- 日本都市技術株式会社
- 株式会社地圏総合コンサルタント
- 株式会社日総建
- 株式会社環境総合リサーチ
- 株式会社CTIフロンティア
- 武漢長建創維環境科技有限公司
- 株式会社CTIミャンマー
- 株式会社CTIアウラ
- 株式会社CTI新土木
- 株式会社CTIウイング
- 株式会社シーティーアイグランドプラニング